# Duttenstedt
Duttenstedt ist ein Dorf und Ortsteil der Ortschaft Essinghausen/Duttenstedt in der Stadt Peine im Landkreis Peine in Niedersachsen. Südlich und nahe dem Ort verläuft die Autobahn A 2.

## Geschichte
Erste Erwähnung fand der Ort in einer Urkunde des Kaiser Otto II. im Jahr 973. Seit 1387 übte die Familie von Oberg die Gerichtsbarkeit in Duttenstedt aus, in deren Besitz sich auch das Rittergut und vorangegangene Burg Duttenstedt befand.
Anlässlich der Gebietsreform wurde Duttenstedt am 1. März 1974 ein Ortsteil der Stadt Peine und mit Essinghausen zur Ortschaft Essinghausen/Duttenstedt zusammengeschlossen. Zuvor gehörte es zum Landkreis Braunschweig.
Im Jahre 1982 wurde in Duttenstedt unter Beteiligung der Einwohnerschaft der Science-Fiction-Fernsehfilm Im Zeichen des Kreuzes gedreht; zentraler Handlungsort war die St. Johannes-Kirche. Der Film enthält auch Luftaufnahmen des Ortes, die von einem Hubschrauber aus gedreht wurden.

## Religion

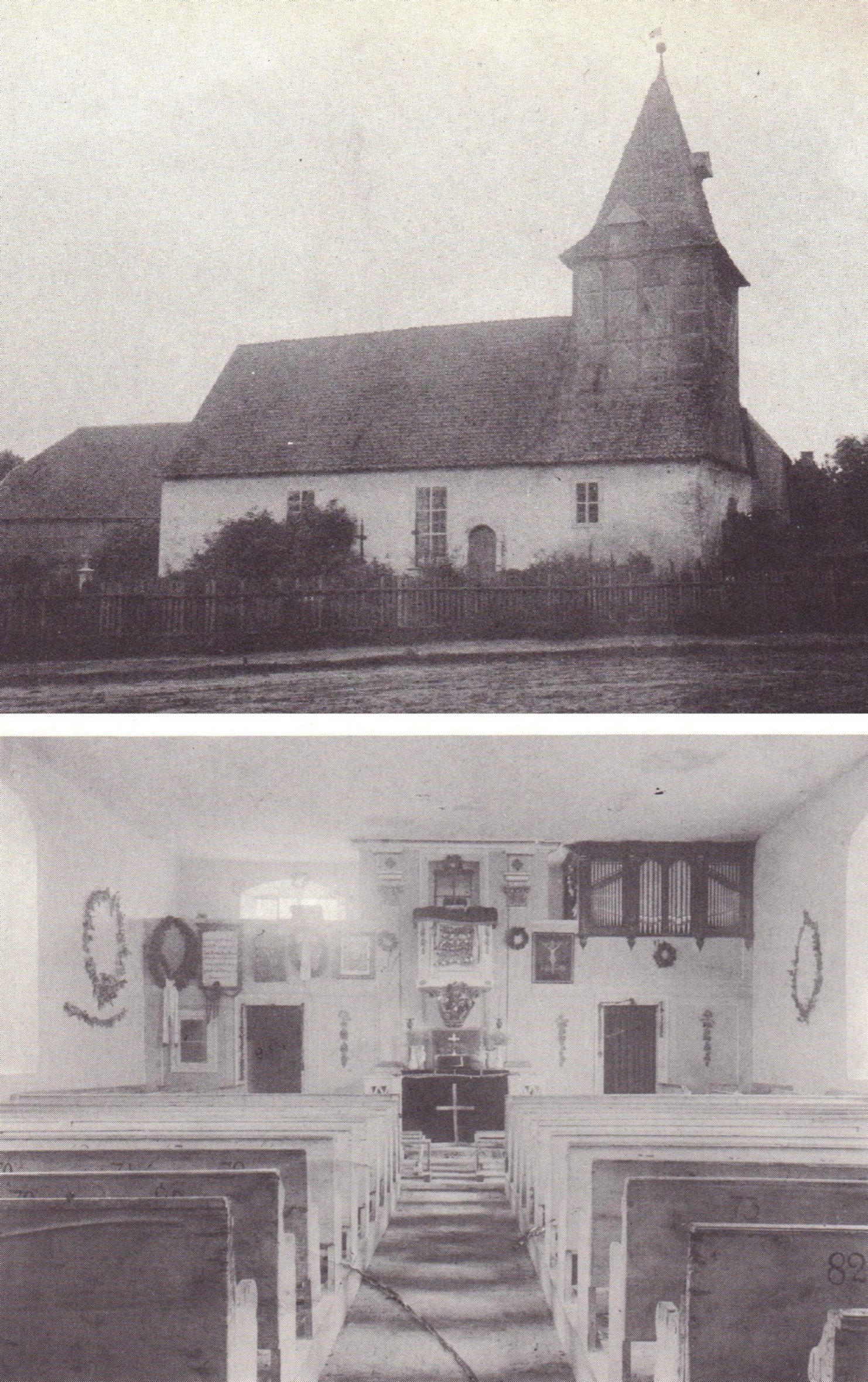
Die alte Duttenstedter Dorfkirche

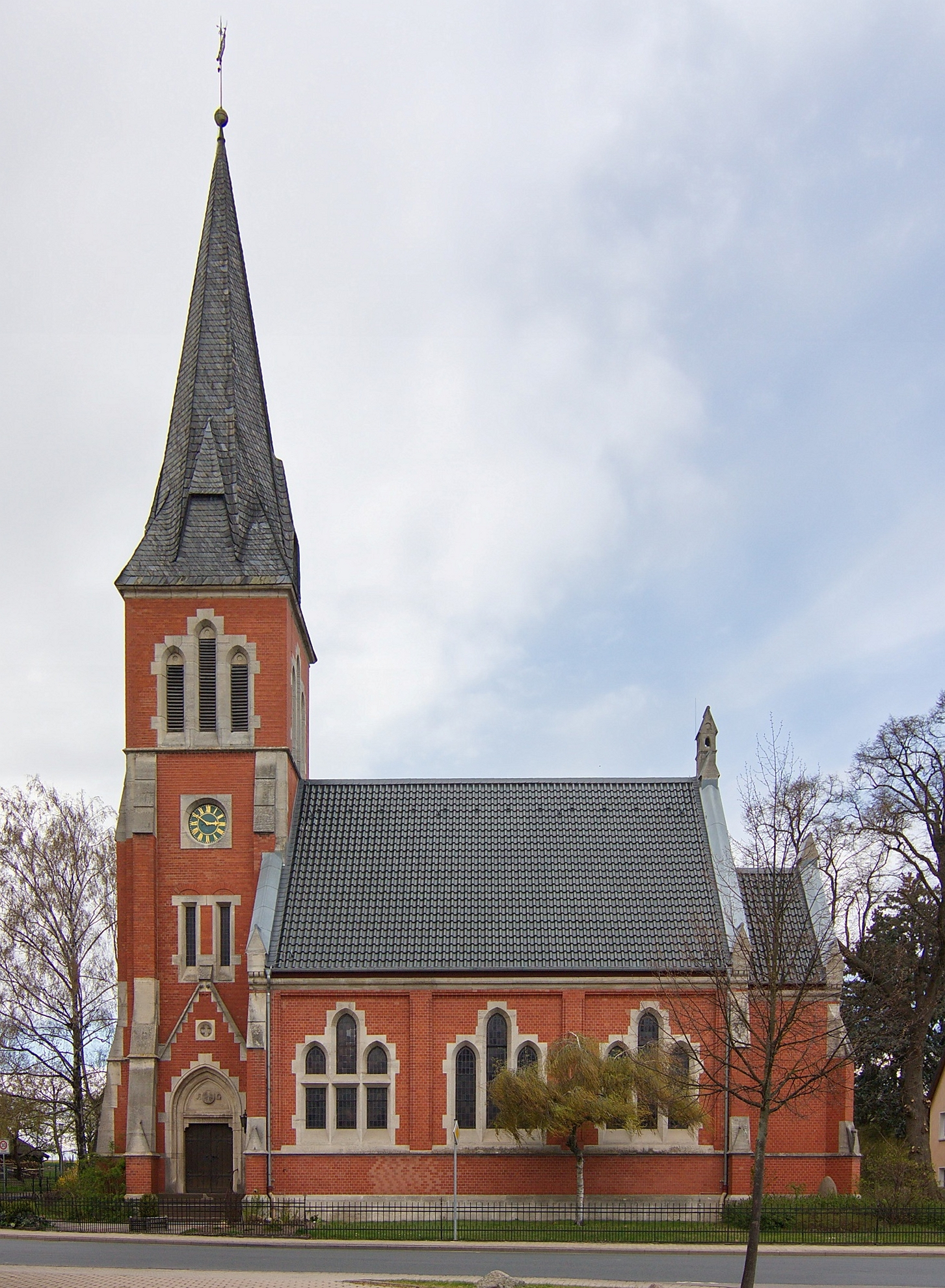
Die heutige St.-Johannes-Kirche

Duttenstedt liegt im altsächsischen Gebiet, das von Karl dem Großen um 800 ins Frankenreich eingegliedert und christianisiert wurde. Über die ältere Kirchengeschichte des Ortes ist nichts bekannt, doch dürfte die Familie von Oberg, die später das Patronatsrecht über die Kirche ausübte und sie als Grablege nutzte, schon im Mittelalter hier eine Eigenkirche besessen haben.
Mitte des 16. Jahrhunderts wurde im Herzogtum Braunschweig-Lüneburg die lutherische Reformation eingeführt. Die alte kleine Dorfkirche, die 1897 wegen Baufälligkeit abgerissen wurde, stammte laut einer Jahreszahl am Nordeingang aus dem Jahr 1677. Von ihrer Ausstattung befindet sich ein 300 Jahre altes Abendmahlsgeschirr in der heutigen Kirche. Der Duttenstedter Altar, ein wertvolles Beispiel früher lutherischer Kirchenkunst nach flämischen Vorlagen, wird im Herzog Anton Ulrich-Museum in Braunschweig aufbewahrt.
In den Jahren 1897/98 wurde die heutige Kirche in neugotischen Formen aus Backstein mit Sandsteinlaibungen und -giebeln erbaut. Die dreijochige Halle wird im Westen von einem spitzhaubengekrönten Turm, im Osten von einem eingezogenen Rechteckchor mit großem Maßwerkfenster fortgesetzt.

## Politik
Zum Ortsrat und zum Ortsbürgermeister siehe Ortschaft Essinghausen/Duttenstedt.

## Wappen
Das Wappen zeigt eine geschweifte blaue oben spitz zulaufende Fläche auf einem goldenen Schild. Im blauen Feld befindet sich ein goldenes achtspeichiges Rad. Das linke Feld zeigt einen nach links gerichteten blauen Löwenkopf mit roter Zunge, das rechte Feld zwei blaue Rauten auf jeweils goldenem Grund. Die Grundfarben Blau und Gold verdeutlichen die frühere welfisch braunschweigische Landeszugehörigkeit. Der Löwenkopf weist insbesondere auf die braunschweigisch-lüneburgische Linie hin. Die beiden Rauten stehen für das einst hier bis ins 19. Jahrhundert ansässige Geschlecht der Ritter von Oberg. Das goldene Rad auf blauem Grund symbolisiert die bäuerliche Volkskunst und wurde einer Abbildung auf einem Türbalken eines Bauernhauses von 1850 nachempfunden. Das Rad stellt im Volksglauben ein Heils- und Segenssymbol dar.
Das Wappen wurde am 7. Februar 1973 vom braunschweigischen Verwaltungspräsidenten bewilligt, der Entwurf stammt von Rudolf Dehnke.

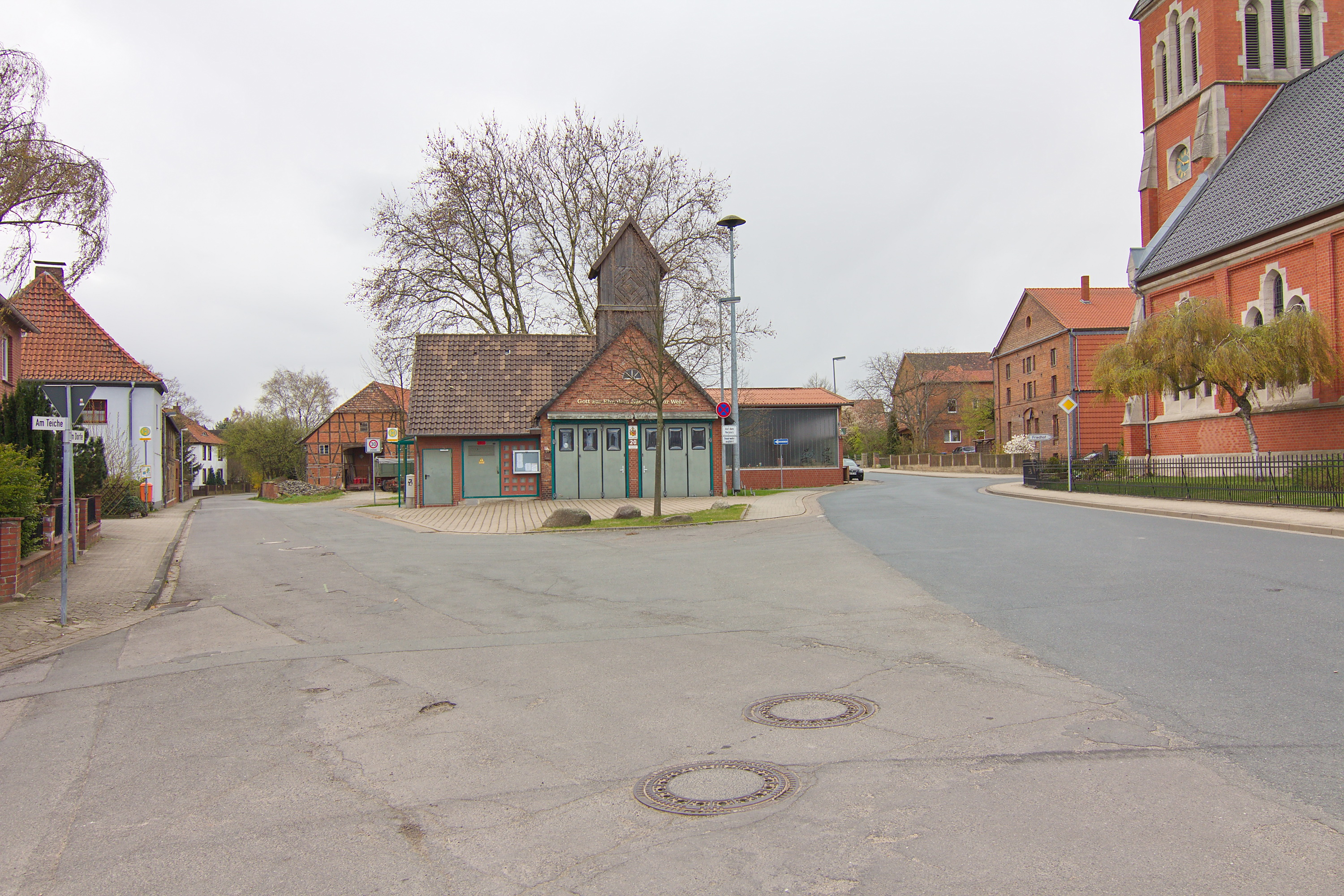
Ortsblick auf Duttenstedt
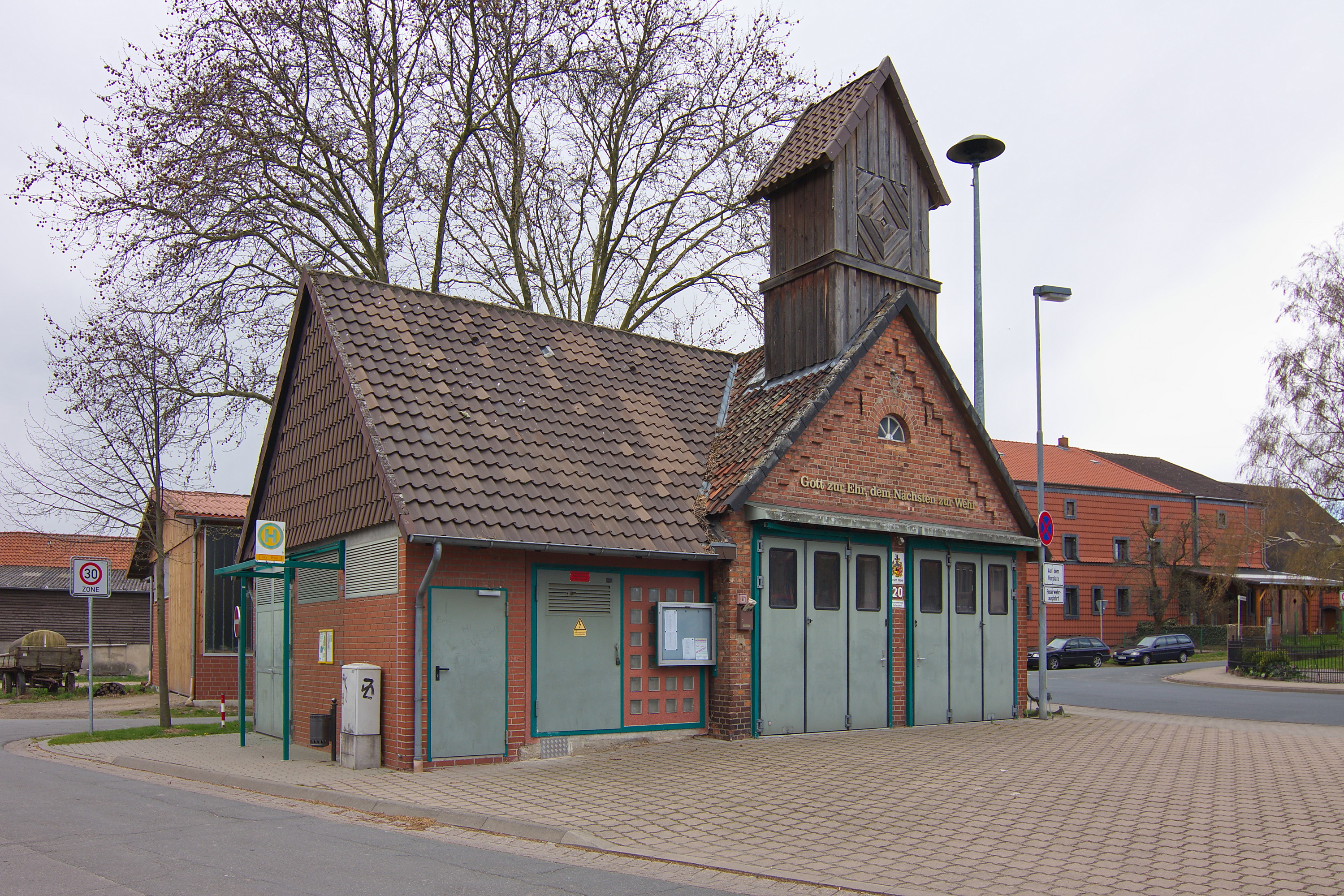
Feuerwehrhaus
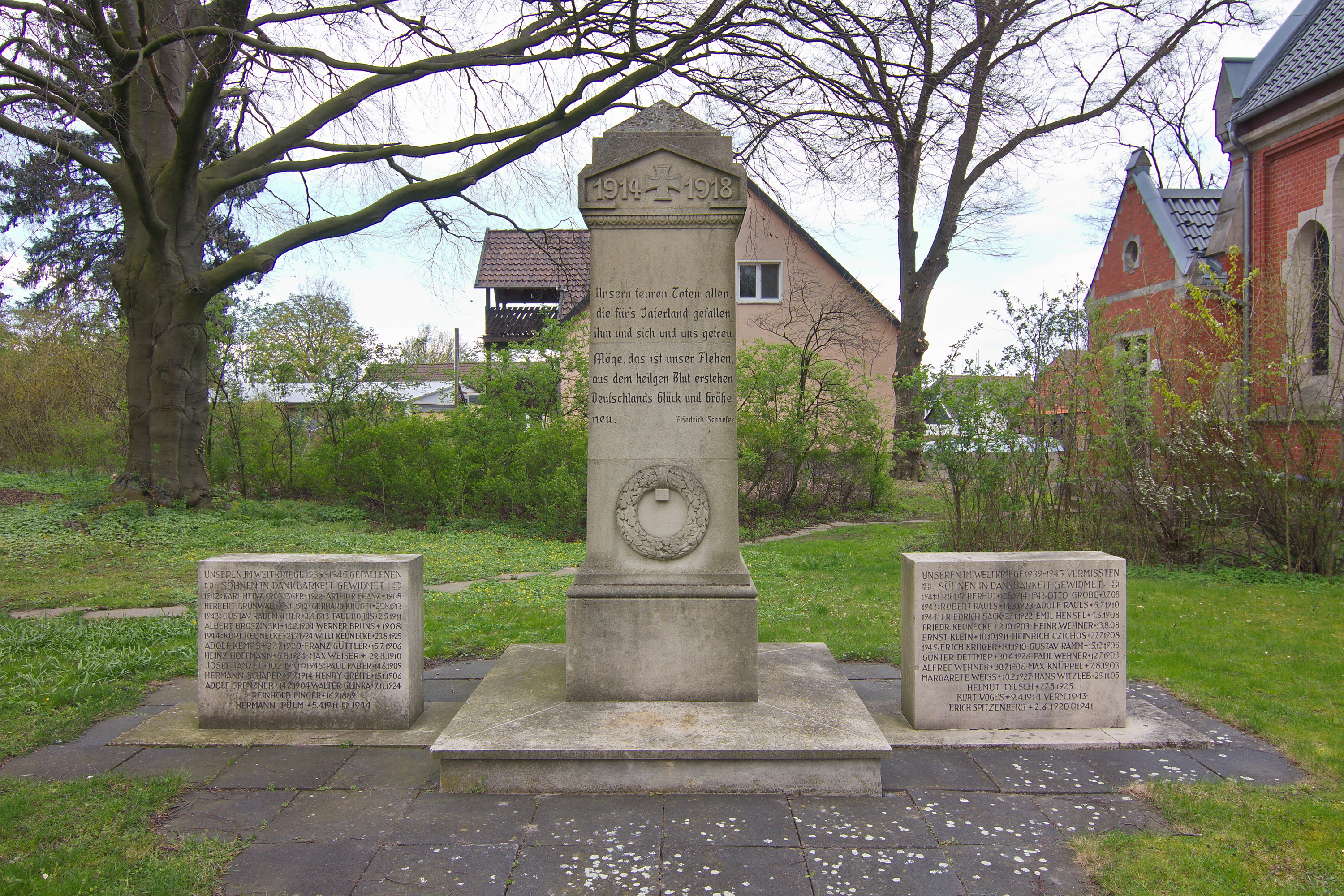
Ehrenmal für die Gefallenen beider Weltkriege